# Панађуриште
Панађуриште (буг. Панагюрище) је град у централној део Бугарској. Налази се у Пазарџичкој области и административни је центар општине Панађуриште.
У овом месту је 1949. пронађена изузетна колекција трачких златних предмета из 3. или 4. века п. н. е. Та колекција је позната под именом Благо из Панађуришта. 

## Географија
Град Панађуриште се налази у планинској регији саштинске Средне Горе, и простире се на обе стране реке Панађурска Луда Јана.

## Личности
У граду Панађуриште рођене су следеће бугарске познате личности:
- Проф. Марин Дринов (1838-1906) - учен, први председник Бугарског књижевног друштва
- Павел Бобеков (1852-1877) - председник Привремене владе Бугарске за време на Априлског устанака
- Рајна Кнегиња (1856-1917) - бугарска учитељица и револуционарка

## Партнерски градови
- Кавадарци
- Пјатигорск
- Ауе